# Konståret 1946

## Händelser

### Okänt datum
- Académie Libre startas av  konkretistiska konstnärer i Stockholm.
- Tidskriften Perspektiv byter namn till Konstperspektiv.

## Priser och utmärkelser
- Prins Eugen-medaljen tilldelas Sven X:et Erixson, målare, Otte Sköld, målare, och Ivar Johnsson, skulptör.

## Verk
- L. S. Lowry – Långfredag, Daisy Nook

## Utställningar
- Contemporary British Art visas på Toledo Museum of Art, Albright-Knox Art Gallery och City Art Museum.

## Födda
- 4 januari - Karin Frostenson, svensk konstnär.
- 7 januari - Anna-Clara Tidholm, svensk författare och illustratör.
- 16 januari - Gunilla Kvarnström, svensk konstnär och barnboksillustratör.
- 22 januari - Malcolm McLaren (död 2010), brittisk konstnär, författare och musiker.
- 9 februari - Peter Linde, svensk skulptör och ledamot av Konstakademien.
- 12 februari - Marianne Lindberg De Geer, svensk konstnär, dramatiker och kulturskribent
- 24 mars - Monika Pohjanen, svensk ikonmålare.
- 5 april - Wojciech Gryniewicz, polsk skulptör.
- 9 april - Michael Sloutsker, tjeckisk konstnär.
- 11 april - Chris Burden, amerikansk konstnär och professor.
- 26 april - Lena Svedberg (död 1972), svensk konstnär.
- 27 april - Björn Therkelson, svensk bildkonstnär, målare, pedagog och skribent.
- 30 april - Sven Nordqvist, svensk barnboksförfattare, tecknare och illustratör.
- 18 maj - Lennart Sand, svensk skulptör, författare och filmmakare.
- 7 juni - Peter Tillberg, svensk målare.
- 14 juni - Jörg Immendorff, tysk konstnär.
- 18 juni - Ulla Jones, svensk kläddesigner, artist och fotomodell.
- 20 juni - Lars Vilks (död 2021), svensk konstnär, konstkritiker, författare och debattör.
- 19 juli - Dorte Karrebæk, dansk illustratör och författare.
- 28 juli - Wenche Øyen, norsk målare och illustratör.
- 26 augusti - Priit Pärn, estnisk regissör till animerade filmer och grafisk konstnär.
- 6 september - Lennart Säkki, svensk konstnär.
- 22 september - Christer Hellmark, svensk grafisk formgivare och författare.
- 3 oktober -   Jan Englund, svensk roslags konstnär, tecknare och Illustratör.
- 6 oktober - Fam Ekman, svensk konstnär och författare.
- 10 oktober - Emil Schult, tysk konstnär, poet och musiker.
- 16 oktober - Ulf Ivar Nilsson, svensk skämttecknare, journalist och författare.
- 15 november - Johan Hagelbäck, svensk konstnär, barnboksförfattare och animatör.
- 30 november - Marina Abramović, serbisk performancekonstnär.
- okänt datum - KarlH Kruse, svensk konstnär.
- okänt datum - Hans Verduijn, svensk konstnär.
- okänt datum - Anders Wingård, svensk glaskonstnär.
- okänt datum - Maria Benktzon, svensk industriformgivare och professor.
- okänt datum - Akinbode Akinbiyi, brittisk fotokonstnär.
- okänt datum - Jan-Erik Ander, svensk tecknare och art director.
- okänt datum - Isabelle de Borchgrave, belgisk konstnär.

## Avlidna
- 17 januari - Jenny Nyström, 91, svensk konstnär.
- 22 maj - Isaac Grünewald, 56, svensk konstnär (flygolycka).
- 17 juni - Eric Hallström, 52, svensk målare och grafiker
- 11 augusti - August Lundberg (född 1882), svensk konstnär (målare).
- 27 september - Svante Bergh, 60, svensk konstnär
- 5 november – Joseph Stella, 69, amerikansk futuristisk målare.
- 4 december - Anna Berglund, (född 1857), svensk Bildkonstnär, konsthantverkare
- 17 december - Greta Welamson, (född 1885), svensk tecknare.